# Falaise (Calvados)
Falaise is een gemeente in het Franse departement Calvados (regio Normandië). De plaats maakt deel uit van het arrondissement Caen. Falaise telde op 1 januari 2022 7.744 inwoners.

## Geschiedenis
Hertog Willem van Normandië (Willem de Veroveraar) had op het kasteel van Falaise zijn residentie. Na de verovering van Engeland in 1066, bleef hij voorgoed in Londen als koning van Engeland.
In augustus 1944, na de landing in Normandië, werd hier enkele weken zwaar strijd geleverd tussen de Duitsers en de Geallieerden, die Duitse divisies nabij Falaise probeerden in te sluiten.
In 1953 sloot het uit 1859 daterende Station Falaise met verbindingen naar Coulibœuf en Berjou.

## Geografie
De oppervlakte van Falaise bedroeg op 1 januari 2022 11,84 vierkante kilometer; de bevolkingsdichtheid was toen 654,1 inwoners per km².
De onderstaande kaart toont de ligging van Falaise met de belangrijkste infrastructuur en aangrenzende gemeenten.

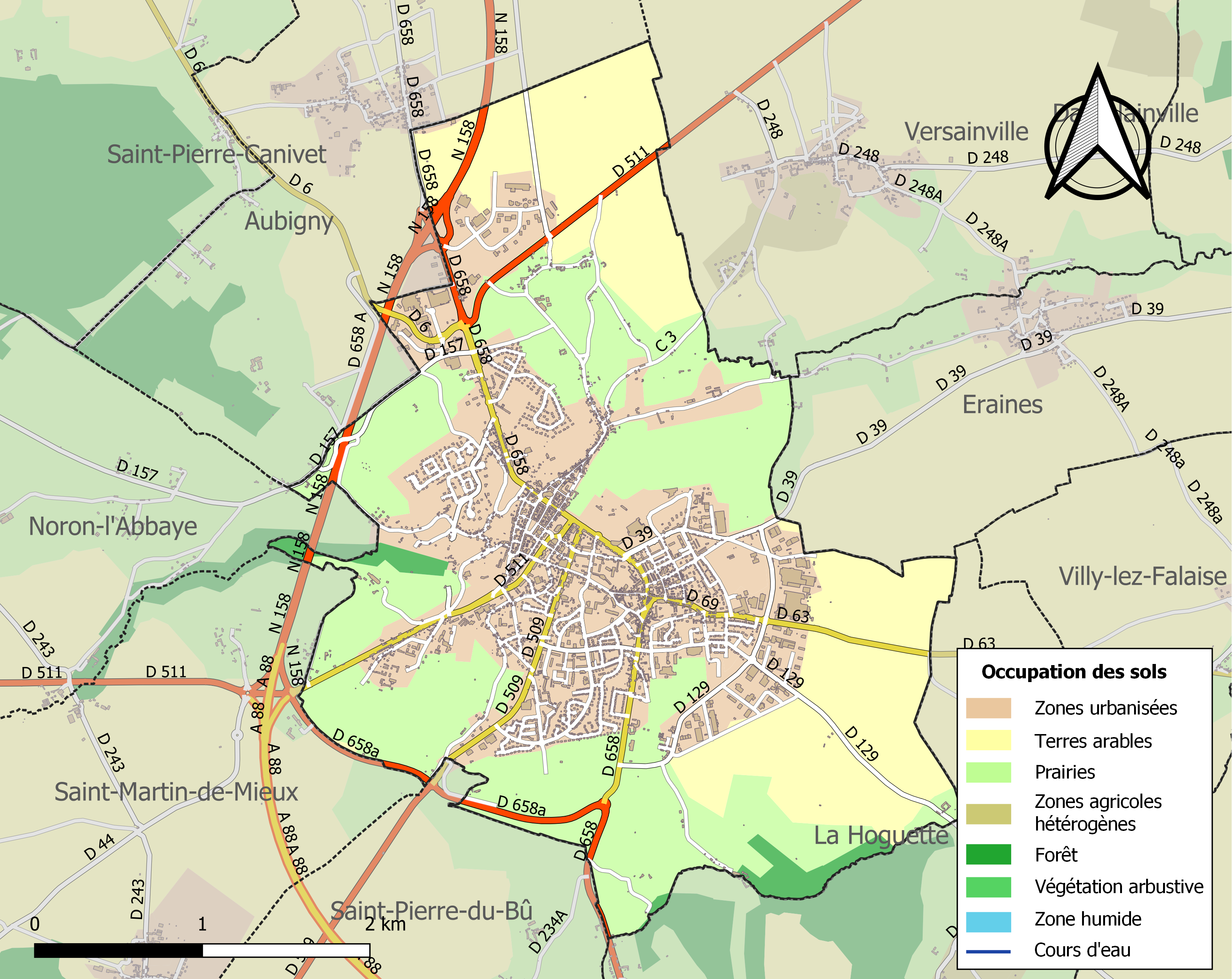

## Demografie
Onderstaande figuur toont het verloop van het inwonertal (bron: INSEE-tellingen).
Vanwege een beveiligingsprobleem met de MediaWiki Graph-software is het momenteel niet mogelijk deze grafiek weer te geven. Zodra de software is bijgewerkt zal de grafiek vanzelf weer zichtbaar worden.

## Geboren
- Willem de Veroveraar (ca. 1028-1087), koning van Engeland (1066-1087)
- Alain Ferté (1955), autocoureur
- Michel Ferté (1958-2023), autocoureur

## Trivia
- Falaise speelt een bescheiden rol in de roman Serotonine (2019) van Michel Houellebecq. De ex-vriendin van de hoofdpersoon heeft hier een dierenartspraktijk. Haar ex bespiedt haar gedurende enkele dagen vanuit een aan de overkant gelegen café.[2]